# Gloria nu cîntă
Gloria nu cântă este un film românesc din 1976 regizat de Alexandru Bocăneț. Rolurile principale au fost interpretate de actorii Toma Caragiu, Octavian Cotescu, Tora Vasilescu.

## Distribuție
Distribuția filmului este alcătuită din:
- Jean Constantin — Fane
- Octavian Cotescu — Leonard
- Mihai Pălădescu — Directorul Casei de cultură
- Cătălin Horia Panțu — Aristotel
- Costel Constantin
- Ovidiu Schumacher — Șeful de orchestră
- Rodica Mandache
- Constantin Fugașin — Gabriel
- Aurel Giurumia
- Cornel Patrichi — Economistul
- Vali Voiculescu-Pepino
- Tora Vasilescu — Gloria
- Ștefan Mihăilescu-Brăila
- Adrian Georgescu
- Horațiu Mălăele — Matei
- Constantin Diplan — Instalatorul
- Cornel Revent
- Jean Lorin Florescu
- Margareta Pogonat — Mama
- Toma Caragiu — Profesorul de fizică
- Ileana Stana Ionescu — Minodora
- Dumitru Rucăreanu
- Margareta Pâslaru — Frizerița
- Dorin Dron